# Żukowo (Baszkortostan)
Żukowo (ros. Жуково) – wieś (sieło) w Rosji, w Baszkortostanie, w rejonie ufimskim. W 2010 liczyła 1685  mieszkańców.